# Arctic Surveyor
Das 1974 gebaute Taucherbasisschiff Arctic Surveyor war das weltweit erste Tauchunterstützungsschiff mit dynamischem Positionierungssystem.

## Geschichte
Die Arctic Surveyor lief am 20. April 1974 bei der Jansen Werft im ostfriesischen Leer vom Stapel. Auftraggeber war der Norweger Odd Berg. Übergeben wurde das Schiff am 27. Juli 1974. Es war das weltweit erste Taucherbasisschiff mit einem System zur dynamischen Positionierung (Kongsberg 503 MK II).
1983 wurde die Arctic Surveyor bei der norwegischen Werft Kristiansands Skruefabrik & Mek. Verksted grundlegend überholt und umgebaut. Im Jahr 1988 wurde das Schiff verkauft und in Eastern Install umbenannt. Ein weiterer Verkauf erfolgte im Jahr 1992, danach trug das Schiff nur noch den Namen Install. Noch im Jahr 1992 wurde das Schiff wieder veräußert und in Balmoral Sea umbenannt.
Am 20. Juni 2000 geriet die Balmoral Sea während einer Werftzeit in New Orleans in Brand, wobei sie zunächst stark zerstört und während der Löscharbeiten von einem übereifrigen Brandmeister versenkt wurde. Das Wrack wurde am 8. Juli 2000 gehoben und danach abgebrochen. Die wertvolle Taucherbasisanlage wurde vor der Verschrottung ausgebaut und später in die Eclipse (Stena Seaspread) eingebaut.

## Technik
Die Arctic Surveyor besaß eine äußerst umfangreiche Maschinenanlage. Die Antriebsanlage bestand aus den beiden jeweils 1000 PS starken Hauptmotoren von Caterpillar, die zwei dreiflügelige Verstellpropeller antrieben. Zusätzlich standen zwei weitere Caterpillar-Hilfsdieseln mit 960 PS und ein kleinerer Caterpillar-Dieselmotor mit 325 PS zur Verfügung. Darüber hinaus besaß die Arctic Surveyor drei Hedemora-Diesel mit jeweils 1840 PS.
Die zusätzlichen Antriebseinrichtungen, mit denen eine dynamische Positionierung erst ermöglicht wurde, setzte sich aus einem Brattvåg-Bugstrahlruder mit 600 PS, einem vorderen Brattvåg-Azimuthstrahler mit 600 PS, einem Brattvåg-Heckstrahlruder mit 600 PS und einem hinteren Brattvåg-Azimuthstrahler mit 600 PS zusammen.
Hauptarbeitsmittel des Schiffes war eine von Dräger gelieferte 400-Meter-Split-Level-Tauchanlage für neun Personen mit vier Kammern und einer Tauchglocke. Die Fahrbesatzung bestand aus 20 Seeleuten, insgesamt konnten bis zu 60 Personen an Bord arbeiten.